# Felipe de Navarra
Felipe de Navarra (10 de agosto de 1334- Vernon, Normandía, 29 de agosto de 1363), conde de Longueville, fue el quinto hijo de Felipe de Évreux, conde de Évreux y rey consorte de Navarra, y de Juana II de Navarra, reina privativa de Navarra y condesa consorte de Évreux. En el momento de su fallecimiento, según recoge el historiador José María Lacarra, las crónicas de la época narraban:  

«Era el mejor caballero de su tiempo por su gran cortesía y prudencia, adorado por las gentes de armas, al decir de un cronista de la época, y fue llorado por todos.»
«Apres ceste chevauchie, le dit monseigneur Philippe de Navarre, le bon chevalier, qui tant paramoit l'amourdes gens d'armes, par sa grant doulceur et courtoisie, dont en son temps par deça la mer n'avoit plus courtois de lui ne plussages jeunez homs de son estat, il vinst à Vernon et là acoucha malade, et fut tant la maladie griefve qu'il en mourust. Moult estoit madame la royne Blance courouciede veoir la mort de son frere qui tant parestoit plain de grant hardement avec sa tres haulte noblesse, et moult piteusement le pleingnoit.»

## Biografía
En 1349 heredó el condado de Longueville que desde 1315 pertenecía a la familia Evreux-Navarra. En 1350 está registrada su presencia en Navarra para acompañar a su hermano, que vino a su coronación, y también le acompañó a Burgos para mantener un encuentro con el recién coronado rey Pedro I de Castilla.
Carlos II de Navarra buscaba reforzar su posición en el norte de Francia mediante el matrimonio de Felipe con Yolanda de Flandes, (mayo-junio de 1353) viuda del conde Enrique IV de Bar. El enlace se había realizado sin solicitar a Juan II de Francia su permiso y se mantuvo en secreto varios meses. Ambos participaron en la defensa de este condado de Bar que regentaba Yolanda durante la minoría de edad de su hijo Roberto I de Bar; esta debilidad dinástica fue aprovechada por los loreneses que atacaron el condado. El Parlamento de París, por decreto de 5 de junio de 1352 decidió que el condado quedaba en manos del rey que deposita su confianza y la regencia sobre Juana de Bar el 27 de julio de 1352. Violante de Flandes, que en un principio había renunciado a la regencia, reconsidera su decisión y levanta tropas para luchar contra Juana de Bar con el apoyo de Felipe de Navarra. Juan II de Francia debe intervenir y obligar a Violante a renunciar el 2 de julio de 1353. Sin embargo, cuando Felipe trató de hacerse con el gobierno del condado, fue arrestado por Enrique de Bar, señor de Pierrefort, y encarcelado.

### Asesinato de Carlos de la Cerda
Carlos de la Cerda, conocido también como Carlos de España, como responsable de mantener a Carlos de Navarra excluido del consejo real, y por su compromiso con acabar con la red de alianzas del monarca, era uno de los mayores enemigos del partido navarro, que, quizá fueran los promotores de los rumores acerca de su vínculo con el rey a una presunta relación homosexual entre ambos.
En la primavera 1353, estaba junto con Carlos II, presente delante Juan II de Francia cuando los Evreux-Navarra fueron insultados en público por Carlos de España, el condestable favorito del rey francés que había recibido el condado de Angulema en detrimento de los Evreux. El condado formaba parte de las reivindicaciones patrimoniales prometidas a sus padres, a cambio de los condados de Champaña y Bría. Sin embargo, los Valois nunca se los otorgaron. El condestable desmintió a Felipe. Al salir Carlos de España, Felipe de Navarra respondió a los insultos a su hermano y le dijo al condestable, sacando su daga y en tono amenazante hacia el valido real. que a ningún hijo de rey se le había tratado así y que bien tuviera cuidado de los infantes de Navarra. Solo se detuvo cuando Juan II le hizo recobrar la razón mientras el condestable abandonó la escena entre insultos y maldiciones. Desde entonces, junto con su hermano Carlos II, rey de Navarra, se distanció de Juan II de Francia.
Fue uno de los principales actores que rodearon los incidentes que llevaron al asesinato del condestable Carlos de la Cerda, favorito del rey francés el 8 de enero de 1354.
Cuando el rey de Francia concedió a su valido el condado de Angulema y el cargo de condestable, Carlos II de Navarra había sido apartado paulatinamente de los asuntos del reino. A todo ello se sumaba el hecho de que el monarca no hubiera pagado aún la dote prometida antes de su matrimonio de su hermana Juana con Carlos II, ni cedido las posesiones acordadas - castellanías de Beaumont y Pontoise.
Tras el incidente Felipe de Navarra se retiró a sus dominios en Normandía hasta que el 8 de enero de 1354 le avisaron de que Carlos de la Cerda estaba en Normandía y que iba a pasar la noche en la posada conocida como «Truie-qui-File» (L'Aigle). Felipe previno a su hermano y ambos rodearon el establecimiento para capturar al condestable; no obstante, la aventura devino una carnicería; Carlos de la Cerda, arrodillado y suplicando clemencia a los navarros, cayó muerto por la espada de Felipe de Navarra.

### Arresto de su hermano Carlos II de Navarra
Liberado en enero de 1356, abrazó la causa de su hermano Carlos, rey de Navarra, prisionero del rey de Francia. Aliado con los ingleses en Normandía les abrió la puerta del valle del Sena, encerrándose en Évreux, desde donde envió, junto con su hermano Luis, un desafío a Juan II y a su hijo Carlos, el futuro Carlos V de Francia, sin llegar a abandonar la provincia. Actuó como lugarteniente de Eduardo III de Inglaterra durante la campaña de Normandía (1356-1357). En la batalla de Poitiers, en septiembre de 1356, combatió a las órdenes del Príncipe Negro encabezando a los navarros.
Cuando el regente de Francia derrote a Esteban Marcel, Felipe se encarga de cubrir la retirada de su hermano desde París a Mantes. En 1359 se negó a secundar el tratado de Pontoise firmado entre Carlos II y el Delfín, por lo que resultó inoperante. Al firmarse la paz de Brétigny en 1360 entre franceses, ingleses y navarros, donde negoció en nombre de su hermano, también fue él quien prestó el juramento por Navarra. Tras ello, su hermano Carlos II le hizo lugarteniente general de sus dominios en Francia y Normandía. Reconciliado con el rey de Francia, combatió al lado de Bertrand du Guesclin.
En 1363 Juan II, a quien el papa Urbano V había encomendado encabezar la cruzada, le pidió que lo acompañase, delegando en él funciones y honores y nombrándole dueño y señor de todas las tierras tomadas a los sarracenos enemigos de la fe, pero inmediatamente le sobrevino la muerte en Vernon, en el Eure, el 29 de agosto de 1363, siendo enterrado en la iglesia catedral de Notre Dame de Évreux.

### Consecuencias
El fallecimiento de Felipe, a sus 29 años, supuso una contrariedad para Carlos II de Navarra y «ante la noticia del peligro que corrían sus señoríos de Normandía (...) el monarca navarro movilizó importantes contingentes armados que, guiados por Martín Enríquez de Lacarra salieron con rumbo a Cherburgo.» Estos movimientos de tropas terminaron encontrándose con el ejército del delfín en Cocherel.

## Matrimonio y descendencia
En 1353 contrajo matrimonio con Yolanda de Dampierre, hija de Roberto de Cassel, señor de Marle y de Cassel, y de Juana de Bretaña. El matrimonio no tuvo descendencia. 
Sin embargo, por registros contables de Normandía (1367-1370), se le reconocen dos hijos de su relación con Jeannette d'Aisy:
- Robinette de Longueville, que recibió de su tío Luis de Navarra una donación póstuma en 1367.
- Lancelot de Longueville, a quien su tío el rey Carlos II hizo una donación en 1371, "en tanto permanezca en la compañía del duque de Bretaña".